# Högboda
Högboda est une localité de Suède dans la commune de Kil située dans le comté de Värmland.
Sa population était de 310 habitants en 2019.